# La chispa de la vida
La chispa de la vida is een Spaanse film uit 2011, geregisseerd door Álex de la Iglesia.

## Verhaal
Roberto had ooit een veelbelovende carrière in de reclame, maar is door de economische crisis nu werkloos. Hij worstelt om zijn familie te onderhouden en probeert hun situatie geheim te houden voor zijn vrouw Luisa. Dan krijgt Roberto een ongeluk dat hem in het midden plaatst van een mediastorm. Roberto realiseert zich zijn kans en huurt een agent in om hem te helpen zijn hervonden roem in te zetten om geld te verdienen. 

## Rolverdeling
| Acteur             | Personage      |
| ------------------ | -------------- |
| José Sánchez Mota  | Roberto Gómez  |
| Salma Hayek        | Luisa Gómez    |
| Blanca Portillo    | Mercedes       |
| Juan Luis Galiardo | Alcalde        |
| Fernando Tejero    | Johnny         |
| Manuel Tallafe     | Claudio        |
| Santiago Segura    | David Solar    |
| Antonio Garrido    | Dr. Velasco    |
| Carolina Bang      | Pilar Álvarez  |
| Eduardo Casanova   | Lorenzo        |
| Nerea Camacho      | Bárbara        |
| Joaquin Climent    | Javier Gándara |
| Juanjo Puigcorbé   | Álvaro Aguirre |
| Nacho Vigalondo    | Martin         |

## Ontvangst

### Recensies
Op Rotten Tomatoes geeft 43% van de 7 recensenten de film een positieve recensie, met een gemiddelde score van 4,58/10. Website Metacritic komt tot een score van 32/100, gebaseerd op 4 recensies.

### Prijzen en nominaties
De film werd voor 4 prijzen genomineerd. Een selectie:
| Jaar | Prijs                       | Categorie               | Genomineerde      | Resultaat   |
| ---- | --------------------------- | ----------------------- | ----------------- | ----------- |
| 2012 | Premios Goya (26ste editie) | Beste actrice           | Salma Hayek       | Genomineerd |
| 2012 | Premios Goya (26ste editie) | Beste debuterend acteur | José Sánchez Mota | Genomineerd |